# Kosmirá
Kosmirá (Kosmira) är en ort i Grekland.   Den ligger i prefekturen Nomós Ioannínon och regionen Epirus, i den nordvästra delen av landet, 300 km nordväst om huvudstaden Aten. Kosmirá ligger 638 meter över havet och antalet invånare är 577.
Terrängen runt Kosmirá är kuperad åt nordost, men åt sydväst är den bergig. Runt Kosmirá är det ganska tätbefolkat, med 100 invånare per kvadratkilometer. Närmaste större samhälle är Ioánnina, 9,1 km norr om Kosmirá. Trakten runt Kosmirá består till största delen av jordbruksmark.